# Derek Shulman
Derek Shulman (Glasgow, 11 febbraio 1947) è un cantante, polistrumentista e produttore discografico britannico, uno dei tre fratelli membri e co-fondatori dei Gentle Giant.

## Biografia
Cominciò la carriera musicale nella seconda metà degli anni sessanta con lo pseudonimo Simon Dupree, nel gruppo Simon Dupree and the Big Sound da lui stesso fondato insieme ai fratelli Ray e Phil.
Nel 1970 la band cambiò nome in Gentle Giant – con l'aggiunta in organico di Gary Green e Kerry Minnear, più vari batteristi tra cui John Weathers – inserendosi nel filone del progressive rock. Il gruppo si sciolse nel 1980.
Conclusasi l'esperienza dei Gentle Giant, Shulman ha abbandonato le scene e intrapreso una carriera come A&R per la Polygram, di cui in seguito è divenuto dirigente. In tale veste ha scoperto e lanciato, fra gli altri, Bon Jovi, Dream Theater, Pantera, Slipknot e Nickelback.